# Поппея Сабина Старшая
Поппе́я Саби́на Ста́ршая (лат. Poppaea Sabina Maior; погибла в 47 году, Рим, Римская империя) — римская матрона времён ранней Римской империи, мать любимой супруги императора Нерона, Поппеи.

## Жизнеописание
Сабина принадлежала к роду нобилей Поппеев, происходивших из Интерамны, и приходилась дочерью Гаю Поппею, ординарному консулу 9 года.
Считалась первой красавицей своего времени. В первом браке Поппея была замужем за квестором Титом Оллием. Родила от него дочь Поппею Сабину, которую назвали именем деда по матери потому, что в 31 году Оллий был казнён за участие в заговоре Луция Элия Сеяна. Второй раз Поппея вышла замуж за Публия Корнелия Лентула Сципиона, консул-суффекта 24 года, родив от него сына, Публия Корнелия Сципиона Азиатика.
Известно также, что Поппея Сабина являлась любовницей актёра Мнестера и этим вызвала ревность императрицы Мессалины. В 47 году, по наущению последней, доносчик Публий Суиллий обвинил Поппею в прелюбодеянии с Децимом Валерием Азиатиком. Мессалина сообщила Поппее о том, что Клавдий намерен её арестовать, хотя это не соответствовало действительности. Чтобы избежать тюрьмы, Поппея покончила с собой.

## Семья
1. Муж — Тит Оллий, квестор 30 года.
Дети:
- Поппея Сабина, жена императора Нерона.

2. Муж — Публий Корнелий Лентул Сципион, консул-суффект 24 года.
Дети:
- Публий Корнелий Сципион Азиатик, консул-суффект 68 года.